# 헬싱의 등장인물 목록
일본 만화 《헬싱》, 그리고 그것을 원작으로 한 애니메이션에 나오는 등장인물에 대한 목록이다.

## 헬싱 기관 (왕립 국교 기사단)
대영 제국의 국교인 영국 성공회를 반기독교적인 괴물들로부터 지키기 위해 조직된 왕립 국교 기사단. 흡혈귀 아카드를 필두로 하고 있으며, 주요 업무인 흡혈귀 퇴치는 대부분 그에게 맡기고 있다. 그 밖에도 전문적인 특수부대가 있었지만, 밀레니엄이 파견한 발렌타인 형제(루크&얀)가 이끌고온 구울 부대가 헬싱 가를 습격하여, 헬싱 가문 휘하의 부대는 전멸하였다. 생존자인 당주 인테그라나 집사 월터, 아카드, 세라스 등으로는 임무의 수행이 힘들기에 핍 베르나도트가 이끄는 용병 부대와 계약하여 전력을 보충한다. 그러나 이것도 밀레니엄의 런던 대공습으로 인해 괴멸하고 후반부에 월터가 밀레니엄으로 붙는 바람에 잔존 세력은 인테그라 & 아카드 & 세라스 3명에 불과하다. 헬싱기관의 설정은 브램 스토커가 쓴 소설에서 온것으로 보이며, 작중에서 헬싱기관은 에이브러햄 반 헬싱를 선조로 하고 있는 유서 깊은 흡혈귀 사냥 일족의 후예로 묘사된다.
- 인테그랄 페어브루크 윙게이츠 헬싱(Integral Fairbrooke Wingates Hellsing)

성우 - 사카키바라 요시코 / 윤소라
헬싱 가의 당주이자 왕립국교기사단 국장이며 원탁회의의 일원. 통칭 '인테그라'. 10년 전, 아버지 아서 헬싱이 죽자 헬싱 기관을 좌지우지하려고 한 숙부 리처드 헬싱에게 암살당할 위기에 처했지만, 위기에 몰릴시 헬싱가의 지하로 찾아가라는 아버지의 말을 기억하고 그곳으로 찾아가 아카드와 주종관계를 형성하는데 성공한다. 이후 리처드 헬싱을 필두로한 반란 세력을 숙청하고 정식으로 헬싱의 당주자리를 계승한다. 이후 10년간 헬싱가의 당주로서 일하며 원탁회의에서 인정을 받은 것으로 보인다.
항상 입에 시가를 물고 있는 애연가로 묘사되며, 안데르센과의 대치나 밀레니엄의 영국 대공습에서의 모습에서 볼 수 있듯이 무기로는 칼, 권총을 사용하는데 전투력은 평균 이상으로 묘사된다. 작품 초반에는 당황하거나 약한 모습을 보이는 때도 있었지만, 위기상황에는 강인하고 냉정함을 유지하며 결단을 내린다. 특히 아카드가 '살인은 내가 하지만 명령은 네가 내린다'는 말로 인테그라의 의지를 자주 시험하기에 그녀의 마음가짐과 정신력이 강하다는 부분이 자주 부각된다.
작중 후반부 밀레니엄의 우두머리인 소좌와의 최종대결에서 승리하지만, 소좌의 총에 맞아 왼쪽 눈을 실명한다. 밀레니엄의 대공습으로부터 30년뒤의 시점인 에필로그에선 소좌의 작전대로 정체성을 잃어 소멸할뻔한 아카드의 귀환을 맞아들이며 다시한번 주종관계를 맺는다. 참고로 인테그라는 작품 결말까지 결혼을 안한 상태로 처녀이다. 본인은 절대로 결혼할 생각이 없는듯 한데, 자신의 사후에 헬싱기관이 국가에 귀속되어 유지되는걸 노린듯 하다.
명대사는 아카드에게 적의 섬멸을 명령할 때 쓰는 "Search and destroy (見敵必殺/견적필살)".
- 아카드(Alucard)

성우 - 나카타 죠지 / 민응식
진정한 정통 흡혈귀. 노스페라투 아카드(Nosferatu Alucard), 노 라이프 킹(No Life King), 살인의 조커, 헬싱의 쓰레기 처리자 등의 이명으로 불린다. 작중에서는 헬싱 기관에 적대하는 이들을 말살하는 괴물 사냥꾼이라고 표현하고 있다. 영국 여왕한테도 서슴없이 대하는 방약무인의 성격. 덧붙여 아카드(Alucard)란 이름은 드라큘라(Dracula)를 거꾸로 한 것이다. 주식은 인간의 피이지만, 평상시에는 수혈용 혈액 팩을 빨대로 꽂아 마시며, 또 다른 흡혈귀의 피를 빠는 경우도 있다. 드물에 꿈을 꾸는 경우도 있어, 그 때에는 피눈물을 흘린다.
이전에는 트란실바니아 지방에서 공포의 제왕으로 악명을 떨치던 그였지만, 아브라함 반 헬싱, 아서 홈우드, 존 시워드, 퀸시 모리스의 4명에 의해 심장에 말뚝이 박혀 포박당하게 된다. 이후 헬싱 가문에 의하여 여러 가지 시술을 받고 자신의 무한한 힘을 봉인하는 술식인 크롬웰에 의하여 제어 받는중. 이때문에 헬싱가문의 사람들에게 절대 복종하게 된다. 인테그라가 구속제어술식 0호 개방시의 아카드를 ‘백작’이라고 부른 것, 왈라키아 공국군을 인솔한 것, 적을 제거하는 방법이 꼬챙이로 꽂는 것 등으로 볼 때, 아카드의 정체는 드라큘라 백작(블라드 체페쉬)일 것으로 짐작된다. 참고로 반 헬싱과 세 동료에 의해 격퇴당한 아카드는 자신의 관을 제외한 모든 영지를 잃었는데, 그의 관뚜껑에는 "The bird of the Hermes is my name (나는 헤르메스의 새), Eating my wings to make me tame. (나는 나의 날개를 먹는 것에 익숙해졌다.)"라는 문구가 새겨져 있다. 아카드는 이단어를 구속술직제어 0호를 개방할 때 읆조린다.
아카드는 무한의 괴력과 불사성, 전투력을 자랑하지만, 평소엔 구속제어술식(크롬웰)이라 불리는 봉인때문에 힘을 제한당하고 있다. 총 4단계의 구속제어술식으로 자신의 힘을 봉인한 아카드는 3호~1호까지는 자신의 의지로 개방할 수 있다. 0호는 『죽음의 강』으로 불리며 인테그라의 명령으로만 개방된다. 주무기는 란체스터 대성당의 은십자가를 녹여 만든 454캐슬 폭열철망탄을 쏘는 대형 권총과 월터가 준비해준 13mm 권총 자칼을 사용한다. 1944년 바르샤바를 무대로 한 외전 〈THE DAWN〉에서는, 톰슨 M1928을 사용하며, 구속제어방법식 제0호개방시엔 장검을 사용한다.
평상시엔 검은 장발에 흑색의 연미복 차림, 그리고 붉은색의 코트를 입고 붉은 색의 챙이 넓은 모자를 쓴 장신의 청년 모습을 취하고 있지만, 젊은 날의 월터와 콤비를 이루고 있었을 때엔 흰색 정장을 입은 검은 장발의 소녀 모습을 취했으며, 구속제어술식 제0호 개방시에는 갑옷에 망토를 걸친 백작의 모습을 취하는 등, 겉모습은 거의 자유자재로 변환이 가능하며, 본인 자신도 어떤 모습을 하든 상관없다고 말한다.
작중에선 영국의 어느 시골마을에 나타난 목사로 변장한 하급 흡혈귀를 퇴치하며 첫등장. 이때 흡혈귀 목사에게 붙잡힌 여경 시절의 세라스 빅토리아와 처음으로 만나는데, 인질로 잡힌 그녀에게 "아가씨, 처녀인가?"하고 묻고는 그렇다는 대답을 듣자 그녀와 함께 흡혈귀 목사를 쏴버린다. 이후 죽어가던 세라스를 아카드가 흡혈하면서 그녀는 아카드의 부하 및 헬싱의 일원이 된다. (설정상 흡혈귀에게 흡혈을 당하면 동정/처녀인 사람은 흡혈귀가 되나, 그렇지 않은 사람은 구울이 된다. 아카드는 이점을 노리고 세라스를 일부러 쐈다.)
이후 아일랜드에서 흡혈귀 사건을 해결하며 로마 바티칸 이스칼리오테의 히든카드인 알렉산더 안데르센과 대립하는등 여라가지 사건을 겪으면서 일련의 흡혈귀 사건의 배후에 최후의 대대 밀레니엄이 있다는 사실을 알게된다. 여러 가지 사건을 겪은후, 밀레니엄이 영국으로의 대대적인 침공을 개시하고 그 첫 행보로 간부인 '립 반 윙클'을 파견하여 영국해군의 경항공모함을 탈취하는 일을 벌이자 아카드는 대서양 한가운데 떠있는 항공모함에 찾아가 모두를 제거하라는 임무를 맡는다. 정통 흡혈귀답게 '흐르는 물'은 건널 수 없는데다가 평범한 비행기는 윙클의 마탄에 격추당하므로 영국에 인도되었던 "SR-71 블랙 버드"에 탑승해 비행기 동체째로 항모에 박아넣는 과감한 전법으로 그곳에 도달하고는 밀레니엄의 부대원 모두를 몰살시킨다. 항공모함 탈취와 아카드의 투입은 그가 런던에 돌아올 시각을 늦추려는 소좌의 계획이였지만, 상상을 초월하는 능력으로 항모를 움직인 아카드는 예정보다 빠르게 런던에 도착, 인테그라의 명령을 받아 구속제어술식 0호를 개방하고는 로마 바티칸의 십자군과 밀레니엄의 대군단을 거의 몰살시킨다.
이때, 구속제어술식 0호를 개방한 아카드의 심장을 박살내면 그를 죽일 수 있음을 눈치챈 알렉산더 안데르센이 심장에 '엘레나의 성정'을 박아 가시나무 괴물이 되는 최후의 수단을 사용하며 아카드를 거의 죽이는데 성공하지만, 결과적으론 실패하고 목숨을 잃는다. 직후, 밀레니엄에 붙어 배신자가된 월터와의 싸움에서 조금 고전하지만, 금세 전세를 뒤집고는 무한한 생명력을 위하여 런던의 모든 시체(대략 800만의 목숨)에게서 피를 흡수한다. 하지만 이때만을 노린 소좌는 슈뢰딩거 준위를 자살하게 하여 아카드가 흡수하는 피의 강속에 투입한다. 결국 슈뢰딩거에 의하여 아카드는 어디론가 사라지고 사망상태에 이르게 된다. (슈뢰딩거는 '존재하지만 존재하지 않는' 정체성을 지녔기에 이를 흡수한 아카드는 정체성이 붕괴되어 사라진것)
이후 인테그라와 세라스의 활약으로 밀레니엄이 완전히 박살나지만 아카드는 돌아오지 않는다. 순수한 자신을 제외한 모든 생명을 30년간 죽인끝에 정체성이 확립되어 에필로그 부분에서 부활하여 돌아온다. 이때의 아카드는 어디에나 있고 어디에나 없다는 슈뢰딩거의 능력을 얻어 진정한 불사신이 된것으로 추측된다.
- 세라스 빅토리아(Seras Victoria)

성우 - 오리카사 후미코 / 양정화
여경출신. 체더즈 마을 사건때 흡혈귀 목사를 죽이기 위하여 아카드가 발사한 총에 맞아 죽을위기에 놓였지만, 그녀가 처녀라는 사실을 알았던 아카드에 피를빨려 정통 흡혈귀가 되어 목숨을 건진다. (세라스를 흡혈귀로 만든 아카드의 행동은 훗날 밀레니엄의 소좌가 "가장 흥미롭고 기적과 같은 존재."라며 놀라움을 표시한다.) 이후 헬싱의 일원이 되었으며, 서류상으로는 행방불명으로 처리되었다.
어린 시절, 경찰이었던 아버지가 어떠한 사건에 의하여 두 명의 괴한에게 자택이 습격당한다. 그 때에 아버지와 어머니가 살해당하고 어머니가 괴한에게 강간당하였다. 자신도 중상을 입으며 엄청난 정신적 충격을 입은 것으로 보인다. 그 후 고아가 되어 고독한 유년시절을 보낸 다음, 주위의 반대를 무릅쓰고 경찰이 되었다고 한다.
세라스는 아카드에 의하여 흡혈귀가 되었지만, 흡혈에 대한 강한 혐오감을 갖고 있다. 이때문에 아카드는 세라스를 이름으로 부르지 않고 "여경"으로 부르며 무시하였다. 그러나 나름대로 아카드가 인정할만한 활약을 보이기도 하는데, 정통 흡혈귀의 힘때문에 제실력을 드러내면 폭발적인 전투력을 자랑한다. 통상 무장은 20mm 대전차 라이플과 30mm 대괴물용 캐논포 할콘넨. 밀레니엄의 런던 대공습때에는 거대한 탄창을 짊어진 30mm 반 캐논포 할콘넨 II로 요격하는 모습을 보이며 "덴드로비움 세라스"란 별명을 팬들이 붙어주었다.
이후 밀레니엄의 '죠린 브릿츠 중위'가 이끄는 부대와의 싸움에서 중상을 입었으나, 다 죽어가던 '핍 베르나도트'의 유언에 따라 그의 피를 마심으로써 한 명의 어엿한 흡혈귀로 각성하고는 죠린을 가볍게 처리한다. 세라스의 각성은 알렉산더 안데르센마저 감탄할 정도로 대단한 것으로 묘사된다. 죠린의 낫에 당하여 잘려나간 왼팔 부분에는 검은 안개와 같은 것이 생겨나 다양한 형태를 취하며 세라스의 공격과 방어를 돕는것으로 보건데 아카드와 비슷한 흡혈귀 이상의 존재가 되었다고 평가된다.
그 후 헬싱을 배신한 집사 월터가 아카드와 대결하는 사이에 주군인 인테그라를 보조하며 소좌가 탑승한 비행선의 최후결전에 참여한다. 비행선의 창고에서 늑대인간인 한스권셰 대위와 대결하는데, 여러 가지로 고전하지만 은으로 만든 의치를 발견하고는 그것을 사용하여 승리를 거둔다. (전설상 늑대인간은 은에 매우 취약한데, 그 은으로 만들어진 의치를 준 건 대위.) 소좌와의 마지막 대결에서는 인테그라의 명령에 따라 소좌를 완전히 죽인 후에 탈출.
30년 후를 다룬 에필로그에서는 인테그라와 티격태격함과 동시에 왼팔의 그림자에 익숙해진 모습을 보이며 잘지냈던 것으로 나오며, 귀환한 아카드를 맞아들인다.
- 월터 C 도르네즈(Walter C Dollneaz)

성우 - 키요카와 모토무 / 황일청
헬싱 가의 노집사. 선대 헬싱경 때부터 집사를 역임안 인물이다. 작중 나이는 69세. 지금의 신사다운 모습과는 달리, 젊었을 무렵엔 입이 거칠고 담배도 피우는 악동이었다. 이전에는 헬싱의 쓰레기 처리 전담자로 ‘사신 월터’라는 별명을 가질 정도로 흡혈귀 사냥을 많이 했었다. 무기는 은도금 와이어로, 이것을 자유자재로 조종하며 모든 물건을 절단해버린다. 55년 전  아카드와 함께 폴란드의 수도 바르샤바에 위치한 나치 독일의 흡혈귀 연구기관에 찾아가 그곳을 괴멸시킨 전적이 있다. (바르샤바의 연구시설은 밀레니엄의 원형이 되는 소좌의 부대가 관리하고 있었다.)
발렌타인 형제가 헬싱 기관 본부를 급습했을 때는, 세라스와 함께 얀 휘하의 구울 무장부대를 주무기인 와이어로 일소하는 모습을 보여준다. 그 후, 밀레니엄의 런던 대공습때에는 영국안전보장특별지도부 본영의 배반자를 일소하고 인테그라를 호위하며 헬싱 본부로 향한다. 그러나 도중에 인연이 있던 밀레니엄의 대위와 대면하게 된 이후 생사가 불명이 되었다.
그러나 이후에 젊어진 모습으로 등장하여 밀레니엄을 돕는모습을 보이며 재등장. 사실 월터는 아카드와 싸워 이기고 싶은 마음이 있었기에 55년 전부터 밀레니엄과 짜고 배신할 계획을 세웠다는 사실이 드러난다. 그는 런던 대공습때 대위와 단신으로 맞서겠다는 연극을 한 뒤 밀레니엄에 제발로 찾아가 흡혈귀 시술을 받고 회춘한 것. 최전성기로 돌아간 월터는 아카드에게 패배한 안데르센의 시신을 모독하고 그걸 보고 격분해 달려든 유미에 타카기를 와이어로 설어 죽여버리는 모습을 보여주며 모두를 경악 시킨다. 이후 아카드와도 호각으로 싸우며 이길 가능성을 보여주지만, 아카드의 속임수에 당하여 패배한다. 무리한 흡혈귀 시술의 영향으로 육체적인 부담이 극심하여 데미지를 받을 때마다 어려지는 증상이 나타난다.
이후 소좌의 계획대로 슈뢰딩거를 흡수한 아카드가 소멸하자 어딘가로 자취를 감추지만, 후반부에 다시 등장하여 흡혈귀 시술 자료를 들고 도주하려는 밀레니엄의 박사를 죽이고는 사망한다.
참고로 월터가 흡혈귀 시술의 부작용을 감수하면서까지 싸운것은 최고 상태로 자신과 싸우고 싶었기 때문일 것이라는 계산이였을 것이라며 아카드가 지적한 바 있다.
- 베르나도트(Bernadotte]

풀네임 핍 베르나도트. 발렌타인 형제의 습격을 받아 전멸한 헬싱의 군사 보충을 위해 고용된 아일랜드 용병 부대의 대장. 왼쪽 눈에 안대를 차고 있다. 주요 무기는 AK-74나 콜트 SAA 등의 화기. 대대로 용병을 생업으로 삼은 집안 출신으로, 아버지 역시 용병으로서 콜롬비아에서 활동하다 전사했다.
세라스에게 연정을 품고 있으며, 그녀를 이름이 아닌 '아가씨'라 부르고 있다. 부하들에게 존경받는 리더쉽을 지닌 인물이지만, 코믹한 모습을 보여줄때도 있는 훈남. 죠린에 의해 위기에 빠진 세라스를 구출하는 데 성공하지만, 대신에 그가 죽게 된다. 세라스는 베르나도트의 유언대로 그의 피를 마시고 진정한 흡혈귀로서 각성한다.
세라스에 피를 빨린 영향으로 그녀와 동화된것으로 보이는데, 작중 후반부 세라스와 밀레니엄의 대위와 대결할 때 여러 가지로 도와주는 모습을 보여주며 재등장. 설정상 세라스의 몸안에서 맨날 담배를 피워대는듯 하다.
원래는 〈COYOTE〉의 주인공. 속편인 〈ANGEL DUST〉에도 연로한 모습으로 등장한다.
- 아서 헬싱

성우 - 오오츠카 치카오 / 시영준
선대 헬싱 경. 인테그라의 아버지로 선대 헬싱 기관의 당주. 아일란즈 경과는 옥스퍼드 대학교 동창생으로 절친한 사이. 1944년 9월, 독일 점령하의 바르샤바에 아카드와 월터를 파견해 나치 독일의 흡혈귀 부대 및 언데드 연구기관을 괴멸시켰다. 그 후 1969년, 무슨 이유에선지 아카드를 헬싱 기관 런던 본부 지하에 봉인시켰다. 아서는 그로부터 20년 후인 1989년에 사망한다.

## 이스카리오테 기관 (교황청 특무국 제13과)
로마 교황청 특무국 제13과, 통칭 ‘특무기관 이스카리오테(13section Iscariot)’. 작중의 바티칸에는 일반적으로 12사도의 이름을 갖고 있는 12개의 과가 있지만, 이스카리오테는 13번째 과로서 그 존재는 비밀에 부쳐져 있다. 변절자인 유다(이스카리오테)의 이름을 갖고 있는, 바티칸이 보유하고 있는 유일한 최강의 전력이며, 로마 가톨릭에 있어서의 천벌 대행자로서 악마, 괴물, 이교, 이단의 섬멸을 존재 목적으로 한다. 성공회의 수호자인 헬싱 기관과는 대립하고 있었지만, 제2차 세계대전 당시 교황청의 잘못을 인정하고, 밀레니엄에 대항하기 위해서 밀레니엄에 대항하기 위해 헬싱과 손을 잡는다. 그러나, 제9차 공중기동십자군을 인솔한 국장 맥스웰은 마지막 순간 영국을 배신했다. 아카드가 구속제어술식 0호 ‘죽음의 강’을 개방함으로 인해 제9차 공중기동십자군은 괴멸당하고, 맥스웰은 사망한다. 아카드와 격전을 치르던 안데르센도 패배해 소멸, 유미코는 월터에 의해 죽어, 현재 잔존 세력은 하인켈과 불과 몇 명 남은 무장 부대뿐이다. 결과적으로 제9차 십자군 원정의 목적인 영국에 대한 열광적인 재정복(레콩키스타)은 실패로 돌아갔으며, 사실상 이스카리오테 기관도 괴멸한 것이나 마찬가지다.
- 엔리코 맥스웰(Enrico maxwell)

성우 - 하야미 쇼 / 신성호 / 장성호 / 김광국 / 전광주
이스카리오테의 국장. 오만하고 권력욕에 집착하는 성격으로, 로마 가톨릭만이 진리라고 믿어 의심치 않는 광신자. 초반 등장부터 바티칸의 대표로 영국을 방문하여 인테그라와 대치했고 동시에 일찍이 밀레니엄을 지지했던 교회 내 내통자들의 처분을 실시하고 있었다. 그 후, 교황에 의하여 밀레니엄을 섬멸하라는 명령을 받고 주교(bishop]에서 대주교(Archbishop)로 승진 - 제9차 공중기동 십자군을 편성한다. 그러나 지금까지 손을 잡고 있던 영국을 배반하고 밀레니엄이든 일반인이든 가리지 않고 무차별적인 섬멸전을 벌인다. 이후 십자군과 밀레니엄의 일대일 대결의 형태로 가고 있던 도중 참전한 아카드에 의하여 일이 꼬이기 시작한다. 구속제어술식 제0호 개방으로 호위 헬기가 격파되어 지상으로 떨어진 맥스월은 아카드가 토해낸 망자들에게 둘러싸인다. 처음엔 강화유리 안에 있어 무사했었지만, 맥스웰의 지나친 권력욕을 우려한 안데르센이 총검으로 깨뜨려버려 망자들에게 죽임을 당해 비참한 최후를 맞는다.
이때 첩의 아이로 태어나 부모에게 버림을 받고 어린 시절을 안데르센이 근무하는 고아원에서 유미에와 하인켈을 벗삼아 지냈던 과거를 회상한다. 이러한 과거는 그에게 부모 및 사회에 대한 트라우마와 원망을 남겼으며 반드시 권력과 지위를 손에넣어 성공하겠다는 야심이 생기게 만들었다. 대주교 승격시의 대사에도 그러한 감정이 나타나고 있다.
참고로 맥스웰은 작가가 그린 단편 크로스파이어에서 유미에와 하인켈의 상관으로 처음 나왔으며, 전형적인 안경 쓴 높으신 분의 모습로 그려졌다. 성격은 본편과 마찬기지로 광기에 사로잡힌 부분도 있지만 비교적 정상적으로 묘사됨.
명대사는 밀레니엄의 영국대공습때의 연설중 하나인 "죽은 프로테스탄트만이 좋은 프로테스탄트이다!!!"
- 알렉산더 안데르센(Alexander andersen)

성우 - 와카모토 노리오 / 강구한
이스카리오테 소속의 신부. 이스카리오테에게 있어서 아카드와 유일하게 맞설 수 있는 존재로 여겨지는 비장의 카드. 성당기사(Paladin), 총검(Bayonet), 천사의 먼지(Angel Dust), 살인마, 참수판사 등 수많은 별명을 갖고 있으며 세부적인 프로필은 불명. 추정 연령은 60세로 여겨진다.
평상시엔 안경을 쓴 따뜻한 미소를 지닌 인물로 고아원에 근무하고 있다. 아이들로부터 존경받고 있지만, 그 실상은 맥스웰보다 한 술 더 뜬 광신자이며, 아이들의 싸움을 중재할 때는 “폭력을 써도 되는 상대는 악마와 이교도 뿐입니다”라고 말한다. 덧붙여 같은 기관원인 맥스웰, 하인켈, 유미코 등은 이 고아원 출신이며 안데르센이 가르쳤다.
생체 실험을 통해 리제네이터(Regenerater)가 되었기에 웬만한 부상은 물론 머리에 총을 맞아도 회복된다. (단, 모든 상처를 곳바로 재생하는 능력은 아니다. 일정 데미지를 초과하여 입은 상처는 리제네이터 능력으로도 수복 불가능) 무기는 축복의례를 걸친 대량의 총검이며, 그 손잡이 부분에는 폭탄이 달려있어 폭발시킬 수도 있다. 또 성서 페이지로 결계를 치거나 출현 및 퇴각을 하는 등 부적처럼 사용하기도 한다.
작중 초반부 아일랜드 흡혈귀 사건에 첫등장하며 아카드의 강력한 라이벌로서의 인상을 남긴다. 이후 아카드와 여러번 대립하지만 여러 가지 사정상 승부의 결말을 맺지는 못하였다.
밀레니엄의 런던공습 때에는 제9차 십자군의 선발 부장 부대를 이끌었지만, 본대를 이끄는 맥스웰이 권력욕에 사로잡혀 무차별적인 학살을 자행하자 인테그라를 생포할 것을 거절 - 결국 본대와의 연락조차 끊었다. 이후 아카드의 구속제어술식 제0호 개방으로 위기에 빠진 맥스웰이 위치하던 특수차량의 방탄유리를 박살냄으로써 그를 죽게끔 만든다.
죽은 맥스웰을 대신해 제9차 십자군 원정의 실패를 선언한 후, 무장부대와 함께 목숨을 걸고 아카드에게 도전한다. 비장의 카드로 준비한 성유물 '헬레나의 성정'으로 가시나무 괴물이 되면서까지 아카드를 위기로 몰아널지만, 세라스의 외침에 의하여 정신을 차린 아카드가 그의 심장을 박살내면서 패배. 지옥에서 다시 만날 것을 아카드와 약속한 후 죽는다. 덧붙여 과거의 그를 주인공으로 한 작품으로 〈ANGEL DUST〉가 있다.
명대사는 "아멘(A-MEN)"과 아카드와의 최종대결때 남긴 :안데르센 : 설령 그것이 나유타 분의 일이라 하더라도, 나에겐 넘치도록 충분하다!"
- 하인켈 울프(Heinkel Wolf)

성우 - 사이가 미츠키 / 정재헌
이스카리오테 소속의 신부. 이스카리오테의 행동대장 격으로써, 엔리코 맥스웰 국장의 신변 호위 등의 업무를 맡은 바 있다. 타카기 유미코(유미에)의 절친한 친구이며 국장 맥스웰과는 고아원 동기. 런던 대공습때 이스카리오테의 대부분이 죽어나갈 때도 유미에랑 같이 생존하였으나, 헬싱을 배신한 월터가 아카드와의 대결로 패배하여 소멸한 안데르센을 모욕하자 격분, 유미에와 함께 월터에게 달려든다. 그러나 하인켈 바로 옆에 나타난 밀레니엄의 대위의 총격으로 양 빰이 관통당하는 심각한 부상을 입는다. (유미에는 월터의 와이어에 당하여 사망.) 그러나 싸움에 끼어들지 말라는 경고의 의미로 총을 발사한 대위는 하인켈을 죽이지 않았고, 이에 극도로 열받은 그는 대위가 던져준 응급처기 키트를 사용하여 대충 치료한 뒤 계속해서 월터를 노린다. 결국 아카드의 최후에 망연자실하는 월터를 저격해 중상을 입히나 끝장내지는 못하였다.
30년후의 후일담에선 런던 대공습의 지옥에서 살아남아 이스카리오테의 일원으로 다시 등장한다. 나이를 먹지 않은것으로 보아 안데르센처럼 재생자 시술을 받은것으로 보이지만, 대위에게 당한 양 뺨의 상처는 제대로 치유되지 않은 채 남아있다.
덧붙여 과거에 그와 타카기 유미코를 주인공으로 한 (헬싱의) 외전 작품인 <CROSS FIRE> 가 있다.
- 타카기 유미코/유미에(Takagi Yumiko/Yumie)

성우 - 카이다 유코 / 알 수 없음
이스카리오테 소속의 수녀. 평소에는 부끄러움을 많이 타며, 나약한 유미코로 머물러 있지만, 전투가 시작되면 '광전사' 그 자체의 모습인 유미에로 변한다. 한마디로 말해서 이중인격. 하인켈 우프의 절친한 친구이자 파트너다. 주무기는 일본도이며, 시마하라 발도류라는 검술을 사용한다. 작중 후반부에 아카드에게 패배하여 사망한 안데르센 신부를 모욕하는 월터에 대한 분노로 그에게 달려들지만, 순식간에 원터의 와이어에 당하여 사망.
참고로 유미에 역시 헬싱의 외전격인 <CROSS FIRE> 에 등장한다.

## 밀레니엄 (최후의 대대)
아돌프 히틀러의 명령에 따라 제3제국(나치)의 잔당이 남아메리카에 피신해 결성한 ‘최후의 대대’. 창설자는 소좌(몬티나 맥스)로, 구성원은 1000명. 전원 흡혈귀이다. 세계를 다시 전쟁의 불길로 몰아넣기 위해서 흡혈귀 부대를 조직하여 비행선을 몰아 영국 본토를 재차 공습한다(동시에 미국도 흡혈귀화한 대통령 보좌관의 습격을 받아 대통령 등 정부 수뇌진이 모두 살해되었다). 밀레니엄이라는 이름은 ‘천년왕국',‘천년기’라는 뜻을 갖고 있다. 외전인 'THE DAWN'에선 폴란드 바르샤바에 기지가 있었지만 아카드와 월터의 공격으로 부대원 상당수가 괴멸되었다고 원작에서 거론되었고, 베를린까지 후퇴한 소좌는 이후 베를린 공방전에서 소련군에 의해 사살된것으로 위장된다.
- 소좌(少佐)[1]

성우 - 토비타 노부오 / 정승욱
밀레니엄을 지휘하는 최고 우두머리. 대대지휘관(Sturmbannführer이라고 불리는 키가 작은 비만 몸매의 남자. 본명은 몬티나 맥스로 추측된다. 반세기전에 나치 독일의 군인으로 흡혈귀 부대를 지휘했다. 그 부대는 아카드와 젊은 시절의 월터에 의해 괴멸당했지만, 남아메리카로 피해 밀레니엄을 재편한 후 흡혈귀 부대를 재건한다. 60년 전과 비교해서 전혀 노화가 진행되지 않았으나 자신은 인간이라고 밝혀 완결편 전까지 소좌의 정체가 팬들 사이에선 큰 논쟁거리였다.
사격 실력은 터무니없을 정도로 형편없고, 운동도 그다지 못하는 것으로 추측된다.
명목상, 나중에 들어온 나치 독일의 대령 등이 밀레니엄의 상층부가 되고, 소좌는 그들의 지시를 따르는 입장이 되었지만, 나중에 상관들을 대거 숙청해 소좌가 명실공히 밀레니엄 최고 정점의 자리에 올랐다. 목적을 위해서 수단을 가리지 않는다는 〈군주론〉을 인용한 다음, 자신은 “수단을 위해서 목적을 가리지 않는다”라고 할 정도로 전쟁광이다.
작중 초반부터 영국 곳곳에서 흡혈귀와 관련된 사건을 사주하면서 자신들의 존재를 일린 이후 런던 대공습을 강행 - 밀레니엄 vs 바티칸 십자군 Vs 헬싱의 대립구도를 만든다. 이후 아카드가 『죽음의 강』을 발동시키자 슈뢰딩거를 투입하여 아카드의 정체성을 붕괴시키고 거의 사살하는데 성공한다. 이와는 별도로 그 인테그라와 세라스 박토리아에게 최후의 대결을 신청하며 대립 - 인테그라의 왼쪽눈에 총상을 입히는 활약을 보이지만 결국 사망한다.
“제군들, 나는 전쟁을 좋아한다”로 시작하는 대연설로, 일약 헬싱의 등장인물 중에서 가장 압도적인 존재감을 자랑하게 된다. 이 연설은 큰 인기를 얻어, 상당 수의 패러디가 만들어질 정도였다.
"자신이 피신해있는 박사가 만든 방탄유리를 세라스가 깰때는 "오, 88mm그거 멋지지." 하며 밀덕스러운 모습을 보여주며 기계의 모습이 드러난다.
- 대위

최후의 대대에 소속된 대위. 실제 정체는 늑대인간이며, 본명은 『한스 권셰(Hans Günsche)』
본편에서 대사 한 마디조차 없는 과묵한 임물로 묘사되며 밀레니엄의 일원중 전투력으론 넘버원의 실력을 지녔다. 뛰어난 체술을 바탕으로 사람의 허리높이정도 되는 길이의 총신으로 개조한 마우저 C96 권총을 두정 소지하고 있다. 사실 대위의 진짜 정체는 '늑대인간'이다.
1944년의 일을 다룬 외전에 따르면 젊은시절의 월터와 싸워본 경험이 있다. 물론 대위가 월터를 압도하였는데, 작중에서 월터와 대적한 적들 중에 유일하게 와이어에 썰리지 않은 인물. 작중 최후반부에서 밀레니엄의 비행정에 찾아온 세라스 빅토리아와 대혈투를 벌이며 엄청난 존재감을 드러낸다. 그러나 대위는 세라스에게 자신을 죽이길 종용하면서 늑대인간에겐 치명적인 은으로 만든 이빨을 건내주며 죽음을 바라는 모습을 보인다. 결국 세라스와 동화된 베르나도트 대장이 은이빨을 대위에게 박아넣음으로서 세라스에 의해 죽음을 맞는다.
- 박사

큰키에 비쩍마른 몸을 지닌 인물로 의학,기계학 등 과학 분야에 엄청난 지식과 능력을 갖춘 인물. 아카드의 피를 빤 유일한 인간인 '미나 하커'의 미라를 연구하여 인조 구울과 뱀파이어를 만들 수 있는 기술력을 가지고 있다. 아카드가 안데르센을 물리칠때 결정적인 역할을 한 무기인 『자칼』을 만든것도 이녀석으로 추측된다. (오래전부터 헬싱을 배신한 월터의 부탁으로 만들어준것으로 보인다.) 작중 후반부 밀레니엄이 사실상 되멸될 지경에 이르자 '미나 하커'의 미라와 연구자료등을 가지고 도망치려하나 월터에 의하여 살해당한다.
- 조린 블리츠 중위

밀레니엄의 간부로 얼굴과 신체 오른쪽에 전부 문신을 한 여성. 대낫을 휘두르며 환술을 사용한다.
소좌의 명령에 의하여 헬싱 본부를 습격 - 헬싱의 일원들을 거의 몰살하는데 성공하나, 베르나도트 대장의 죽음에 각성+분노한 세라스에게 얼굴이 갈려 죽는다.
- 립 반 윙클(Rip Van Winkle)

오페라 '마탄의 사수'를 바탕으로 만든 캐릭터. 계급은 중위. 긴 프린트록 머스켓 장총과 마탄을 쓴다. 1944년의 상황을 다른 외저 The Dawn'에서도 등장하는데 아카드에게 개그스럽게 당한다.
밀레니엄의 영국대공습 선전포고로 이루어진 작전에 의하여 영국해군의 V-STOL 항모 '이글'호를 점거하고 출격한 SAS 부대를 괴멸하는 등 나름대로 활약한다. 그러나 결국 아카드의 막강한 힘앞에 무참하게 당하곤 흡수당한다.
이후에는 아카드가 발동한 『죽음의 강』에서 다시 나타나 바티칸 십자군을 퀘멸시키는 장면에서 잠깐 등장한다.
- 슈뢰딩거 준위

'나는 어디에나 있고 또 어디에도 없다.' 물리학 '슐레딩거의 고양이'이론을 바탕으로 창조한 캐릭터.
아카드 제거를 위해 쓰인 인물. 남성으로 추정되며 히틀러 유겐트단의 복장을 하고 있다. 이후 아카드가 런던시민과 공중십자군, 최후의 대대원의 피를 빨아들일 때 거기에 스스로 목을 베고선 투신, 아카드 본인의 정체성을 제거하는 데 성공하지만 이후 역으로 정체성을 빼앗겼는지 아카드가 부활한 이후 등장하지는 않는다.
- 트바르카인 알함브라

‘멋쟁이 남자’라는 별명을 갖고 있는 흡혈귀. 4권 말에 캐릭터 설명서에 따르면, 계급은 중위이며 흡혈귀가 되기전엔 남미의 어느국가의 대통령이였다고 한다. 페르시아적인 외모에 무한히 쏟아내는 트럼프(카드)를 무기로 쓴다. 카드로 아카드를 베지만, 끝내 참패. 아카드에게 피를 빨리는 순간, 체내의 발화장치에 의해 잿더미가 된다. 이후 죽음의 강에서 부활, 공중십자군의 헬리콥터를 공격하는 모습을 보여준다.
이름인 트바르카인은 본래 구약성서에 나오는 인물로, 아담의 7대짜 자손이다. 대장장이의 선조라고 한다. 알함브라는 에스파냐의 그라나다에 있는 알함브라 궁전 또는 〈알함브라 이야기〉라고 하는 기행문 등과 연관되었을 가능성이 있다.
- 발렌타인 형제

루크 발렌다인 성우 - 코야스 타케히토 / 정승욱 / 임채헌
얀 발렌타인 성우 - 타카키 와타루 / 김광국 / 방성준
형 루크와 동생 얀의 흡혈귀 형제. 무장한 구울 무리를 이끌고 헬싱 기관 본부를 덮쳐, 대부분의 요원을 살해했다. 그러나 결국 헬싱을 완전히 섬멸하는 데는 실패하고 만다. 루크는 혼자서 아카드에 도전하지만 구속제어술식을 개방한 아카드를 보고 어찌할 바를 모르다가 먹혀버린다. 얀은 월터와 세라스에게 패해 정보를 토로한 후 몸 속에 내장된 발화 장치로 인해 불에 타 죽는 최후를 맞이한다. 루크는 이후 죽은 '바스커빌의 개'의 몸에서 상반신만이 남은채 다시 등장했지만 월터의 꼭두각시 인형꼴을 맞다가 아카드에게 다시금 죽게 된다.
- 그녀

밀레니엄에서도 꽤 극비로 취급되는 붕대로 둘둘 감긴 사체. '미나'라고 쓰인 명패를 달고 있는 걸 보면 브람 스토커의 드라큐라에 등장하는 인물로 추측된다. 즉, 아카드의 피를 빤 유일한 인간으로 풀네임은 '미나 하커'. 밀레니엄의 박사가 부대원들을 훕혈귀 시술하려는 연구에 결정적인 역할을 한 것으로 보인다.